# Vokzalna (metrostation Kiev)
Vokzalna (Oekraïens: Вокзальна, ⓘ) is een station van de metro van Kiev. Het station maakt deel uit van de Svjatosjynsko-Brovarska-lijn en werd geopend op 6 november 1960 als westelijk eindpunt van het eerste metrotracé in de stad. Het metrostation bevindt zich ten westen van het stadscentrum, naast het belangrijkste spoorwegstation van Kiev, Kyjiv-Pasazjyrsky. De naam Vokzalna betekent "spoorwegstation".
Het station is zeer diep gelegen en beschikt over een perronhal die door arcades van de sporen wordt gescheiden. De arcades zijn bekleed met wit marmer en versierd met bronzen medaillons die scènes uit de geschiedenis van Oekraïne en de Sovjet-Unie uitbeelden. Het ronde bovengrondse toegangsgebouw bevindt zich aan het stationsplein en maakt deel uit van een complex van waaruit ook voorstadstreinen vertrekken.
In de toekomst (2010-2015) zal ook de nieuwe Podilsko-Voskresenska-lijn het metrostation gaan bedienen.